# Pinaleno Mountains
Pinaleño Mountains je pohoří na jihovýchodě Arizony, ve Spojených státech amerických. Rozkládá se ze severozápadu na jihovýchod na ploše přibližně 780 km2. Nejvyšší horou pohoří je Mount Graham (3 207 m). Horská oblast má jedno z nejvíce rozmanitých přírodních prostředí ze všech horských pásem v Severní Americe.

## Geografie, flora a fauna
Pinaleño Mountains je obklopené Sonorskou pouští a Čivavskou pouští. Místní flora a fauna je tak izolovaná a nemůže migrovat. Následkem je pak vznik specifických poddruhů pro danou oblast, například místního druhu veverky červené (Tamiasciurus hudsonicus grahamensis). Z dalších živočichů zde žijí jelenec ušatý nebo medvěd černý. Ze stromů zde rostou především douglaska tisolistá, smrk Engelmannův, topol osikovitý, borovice těžká a javor jasanolistý.